# 快槍
快鎗是明代出現一種火器與冷兵器相複合的兵器，外型如同在明代手銃的銃口上插上槍頭，是種可格可射的武器。《練兵雜記》中認為其規格無定製，導致彈與銃的口徑常常不合，且需要一手燃線一手持柄，導致準度不如鳥銃。在近身戰方面也因柄短贅重而不可恃（快鎗長6尺5吋重5斤，而當時的長柄武器之一線鎗長9尺重3斤）。